# Miconia paucidens
Miconia paucidens är en tvåhjärtbladig växtart som beskrevs av Dc.. Miconia paucidens ingår i släktet Miconia och familjen Melastomataceae. Inga underarter finns listade i Catalogue of Life.